# Цитозольный фактор нейтрофилов 1
Локус: 
Цитозольный фактор нейтрофилов 1, или p47-phox (англ. neutrophil cytosolic factor 1, NCF1) — цитозольный регуляторный белок молекулярной массой 47-кДа комплекса NADPH-оксидазы 2. Цитохром b, состоящий из лёгкой цепи (альфа) и тяжёлой цепи (бета) требует связывание этого белка для своей каталитической активации.

## История
Белок был открыт в 1985 году по отсутствию его фосфорилированной формы в активированных нейтрофилах у больных хроническим грануломатозом. Это заболевание характеризуется неспособностью нейтрофилов вызывать оксидативный стресс, уничтожающий окружающие бактерии. Оно вызывается мутациями белков, необходимых для формирования активного комплекса NADPH-оксидазы 2 и его изучение способствовало открытию и дальнейшему исследованию его важнейших компонентов.

## Структура и функция
p47phox представляет собой белок из 390 аминокислот с молекулярной массой 44,7 кДа. Альтернативный сплайсинг приводит к образованию ещё одной более короткой изоформы. Состоит из нескольких функциональных доменов: phox-гомологичный домен (PX), 2 src-гомологичных доменов (SH3), аутоингибирующий домен (AIR), пролин-богатый домен (PRR) и несколько участков фосфорилирования между серином-303 и серином-379 (существует 6 потенциально фосфорилируемых серинов: 303, 304, 320, 328, 345 и 348). Активация клетки приводит к фосфорилированию p47phox и его связыванию с комплексом, включающим мембранный цитохром b (p22phox и NOX2) и другие цитозольные белки p67phox и Rac1 (или Rac2).

## Патология
Мутации гена NCF1 ассоциированы с аутосомальным рецессивным хроническим грануломатозом, который характеризуется неспособностью активированных фагоцитов генерировать супероксид, необходимый для бактерицидной активности этих клеток. По этой причине мутации NCF1 вызывают, так же как и мутации непосредственное в гене NOX2 (CYBB), хронический грануломатоз, заболевание, характеризующееся неспособностью нейтрофилов и фагоцитов подавить микроорганизмы. Больные хроническим грануломатозом страдают подвержены опасным бактериальным и грибковым инфекциям.

## См.также
- NADPH-оксидаза 2
- p67phox
- Rac1